# Alfred Harmsworth, 1. Viscount Northcliffe

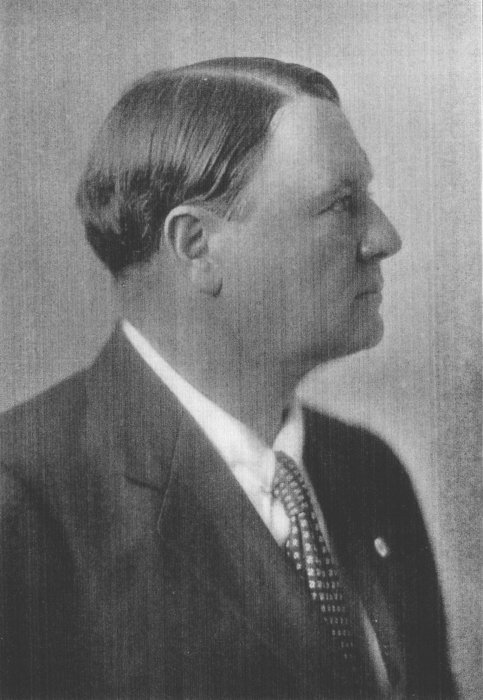
Alfred Harmsworth, 1. Viscount Northcliffe

Alfred Charles William Harmsworth, 1. Viscount Northcliffe (* 15. Juli 1865 in Dublin; † 14. August 1922 in London) war ein britischer Journalist und Verleger.

## Herkunft und beruflicher Werdegang
Alfred Charles William Harmsworth wuchs in einer anglo-irischen Familie auf. Er war das älteste von vierzehn Kindern des Barristers Alfred Harmsworth (1837–1889) aus dessen Ehe mit Geraldine Mary Maffett (1838–1925). Er besuchte die Grammar School in Stamford, Lincolnshire. Bereits 1878 gründete er eine Schülerzeitung und begann 1880, als selbständiger Journalist zu arbeiten. 1888 gründete er seine erste Zeitung, „Answers“, in der sein Bruder Harold die betriebswirtschaftlichen Aufgaben übernahm.
Harmsworth war der erste Verleger, der im größeren Umfang Boulevardzeitungen im Vereinigten Königreich herausbrachte. Er übernahm 1894 die „Evening News“, gründete 1896 die Daily Mail und brachte 1903 den Daily Mirror heraus.  Neu waren die große Schlagzeile auf der ersten Seite, der große Sportteil, ein Teil mit „frauenspezifischen“ Themen (Mode und Kochen), die häufige Verwendung von Fotos, insbesondere der Britischen Königsfamilie und der niedrige Verkaufspreis. Erstmals wurden besondere Sportereignisse gesponsert. Auch Fortsetzungsgeschichten waren ein neues Element. Beide Zeitungen wurden so mit einer Millionenauflage zu den meistgelesenen Tageszeitungen des Vereinigten Königreiches. Inhaltlich setzte sich Harmsworth mit einer boulevardesken und nationalistischen Ausrichtung von den streng neutralen und abwägenden „alten“ Zeitungen ab.
Danach sanierte er ab 1905 den Observer finanziell, ehe er 1908 die Times, den Daily Express, die Sunday Times und die Evening News kaufte.
Damit beherrschte Harmsworth zu Beginn des Ersten Weltkriegs den größten Pressekonzern im Vereinigten Königreich. Die imperiale und antideutsche Ausrichtung seiner Blätter trug zur Kriegsbegeisterung in Großbritannien bei.
Während des Krieges kritisierten seine Zeitungen die britische Regierung wiederholt, so in der Munitionskrise von 1915, die zur Bildung der Allparteienregierung unter Herbert Henry Asquith führte, und nach der verlorenen Schlacht von Gallipoli, in deren Folge Asquith zurücktreten musste.
Nach dem Krieg mobilisierte er eine Kampagne in Parlament und Öffentlichkeit, die die Regierung daran hinderte, die Reparationsforderungen an das Deutsche Reich zu verringern.

## Politiker
Harmsworth lehnte ein Angebot des neuen Premierministers Lloyd George, in die Regierung einzutreten, ab, weil er dann nicht mehr in der Lage gewesen wäre, die Regierung zu kritisieren. Allerdings wurde er Mitglied einer Kommission, die von Juni bis November 1917 die gemeinsamen Kriegsanstrengungen von USA und Großbritannien koordinieren sollte. Im März 1918 übernahm Harmsworth auf Bitten von Max Aitken, 1. Baron Beaverbrook, das Amt des Koordinators der britischen Propaganda im feindlichen Ausland („Director of propaganda in enemy countries“) im Crewe House, einer Abteilung des Ministry of Information. Die Bedeutung von Northcliffes Propagandatätigkeit war eher begrenzt. Ebenso gering war sein  Einfluss auf konkrete politische Entscheidungen. Die, vor allem nach dem Krieg geäußerte Ansicht, die von Northcliffe betriebene Kriegspropaganda habe einen entscheidenden Anteil am Sieg über Deutschland gehabt, entsprach keinesfalls der Realität.
Am 11. November 1918, dem Tag, an dem der Waffenstillstand mit dem Deutschen Reich in Kraft trat, trat Harmsworth von diesem Amt zurück. Nachdem Lloyd George es abgelehnt hatte, seine künftige Regierung nach den Vorschlägen von Harmsworth zu bilden, entzog dieser ihm seine Unterstützung.

## Adelstitel und Privatleben
Als Siebzehnjähriger bekam er mit einem sechzehnjährigen Dienstmädchen seiner Eltern einen unehelichen Sohn, der bei seiner Großmutter aufwuchs.
1888 heiratete Harmsworth Mary Elizabeth Milner (1867–1963). Die Ehe blieb kinderlos.
Ab 1900 führte er eine außereheliche Beziehung mit Kathleen Wrohan († um 1923), mit der er zwischen 1912 und 1914 drei uneheliche Kinder, zwei Söhne und eine Tochter, bekam. Parallel unterhielt er weitere Affairen.
1904 wurde Harmsworth zunächst die Würde eines Knight Bachelor angetragen, die er jedoch ablehnte. Darauf wurde er noch im selben Jahr am 23. August 1904 zum erblichen Baronet, of Elmwood, in the Parish of St. Peter’s, Thanet, in the County of Kent, and of Sutton Place, in the Parish of Guildford, in the County of Surrey, erhoben. Im folgenden Jahr wurde er am 27. Dezember 1905 zum Baron Northcliffe, of the Isle of Thanet in the County of Kent, erhoben. Er war die bis dahin jüngste Person, die jemals zum Baron erhoben wurde. Mit dem Baronstitel war auch ein Sitz im House of Lords verbunden. Schließlich erfolgte am 14. Januar 1918 die Erhebung zum Viscount Northcliffe, of St. Peter in the County of Kent.
Auch sein Bruder Harold sowie drei weitere Brüder wurden in den erblichen niederen bzw. Hochadel erhoben.
Im Jahre 1921 verschlechterte sich Harmsworths Gesundheitszustand rapide. Er litt an Blutvergiftung, welche zu einer Schädigung der Herzklappen und schließlich zu Nierenversagen führte. Harmsworth starb im August 1922. Da er keine ehelichen Söhne hatte, erloschen seine Adelstitel mit seinem Tod.
Ihm zu Ehren sind in der Antarktis der Northcliffe-Gletscher, Northcliffe Peak und der Mount Harmsworth benannt.

## Sport-Sponsoring
Alfred Harmsworth stiftete 1903 die „Daily Mail British International Harmsworth Trophy“, um die Entwicklung schnellerer Motorboote zu fördern. Sie wurde über 100 Jahre lang bei Motorbootrennen ausgetragen, zuletzt 2004, und ist vergleichbar mit dem „America’s Cup“ für Segelboote. Zum Leidwesen der Briten wurde die Harmsworth Trophy meist von Amerikanern gewonnen, darunter in den 20er und 30er-Jahren allein achtmal von Gar Wood. Prominentester Sieger ist Stefano Casiraghi, der Ehemann von Caroline von Monaco, der die Harmsworth Trophy 1989 gewann.

## Die Jackson-Harmsworth-Expedition
Harmsworth finanzierte eine von 1894 bis 1897 durchgeführte Arktisexpedition unter dem Kommando von Frederick George Jackson, die als Jackson-Harmsworth-Expedition bezeichnet wird. Ziel dieser Unternehmung war die Erforschung von Franz-Josef-Land, wobei die Frage geklärt werden sollte, ob es sich um einen Archipel oder Teil eines arktischen Kontinents handelt. Drei Jahre lang beschäftigte sich Jackson mit der Kartografierung und der Vermessung von Franz-Josef-Land. Dabei wies er nach, dass es sich bei Franz-Josef-Land um einen Archipel handelt.
Die auf der Expedition gesichtete Phantominsel Harmsworth Island trägt seinen Namen. Ihre Nichtexistenz wurde erst 1931 bei einem Überflug mit dem Luftschiff LZ 127 bewiesen.